# Diocesi di Ciscisso
La diocesi di Ciscisso (in latino Dioecesis Ciscissena) è una sede soppressa del patriarcato di Costantinopoli e sede titolare della Chiesa cattolica.

## Storia
Ciscisso, identificabile con Yaylacık (già Keskin) nella provincia di Kırıkkale in Turchia, è un'antica sede episcopale della provincia romana della Cappadocia Prima nella diocesi civile del Ponto. Faceva parte del patriarcato di Costantinopoli ed era suffraganea dell'arcidiocesi di Cesarea.
La diocesi è documentata nelle Notitiae episcopatuum del patriarcato fino al XII secolo.
Sono solo tre i vescovi noti di questa antica diocesi: Platone prese parte al concilio in Trullo del 692; Soterico fu tra i padri del secondo concilio di Nicea del 787; il nome di Stefano appare in un manoscritto del copista Nicone del 980.
Dal 1933 Ciscisso è annoverata tra le sedi vescovili titolari della Chiesa cattolica; la sede finora non è mai stata assegnata.

## Cronotassi dei vescovi greci
- Platone † (menzionato nel 692)
- Soterico † (menzionato nel 787)
- Stefano † (menzionato nel 980)